# 明治神宮野球大会 高校の部 (福岡県勢)
明治神宮野球大会高校の部における福岡県勢の成績について記す。

## 大会結果
| 大会                 | 代表校                 | 試合結果 | 試合結果             | 備考        |
| -------------------- | ---------------------- | -------- | -------------------- | ----------- |
| 第9回大会（1978年）  | 柳川商（初出場）       | 2回戦    | ○ 2 - 1 桜美林       |             |
| 第9回大会（1978年）  | 柳川商（初出場）       | 準決勝   | ○ 5 - 4 東北         |             |
| 第9回大会（1978年）  | 柳川商（初出場）       | 決勝     | ○ 12 - 2 市神港      |             |
| 第12回大会（1981年） | 嘉穂（初出場）         | 1回戦    | ○ 3 - 2 星稜         |             |
| 第12回大会（1981年） | 嘉穂（初出場）         | 2回戦    | ○ 4 - 2 東北         |             |
| 第12回大会（1981年） | 嘉穂（初出場）         | 準決勝   | ● 1 - 5 大府         |             |
| 第14回大会（1983年） | 大牟田（初出場）       | 1回戦    | ● 1 - 2 岩倉         |             |
| 第16回大会（1985年） | 豊国学園（初出場）     | 1回戦    | ○ 11 - 2 広陵        | 7回コールド |
| 第16回大会（1985年） | 豊国学園（初出場）     | 準決勝   | ● 5 - 12 帝京        |             |
| 第23回大会（1992年） | 久留米工大付（初出場） | 1回戦    | ● 7 - 16 世田谷学園  | 8回コールド |
| 第25回大会（1994年） | 北九州（初出場）       | 1回戦    | ● 0 - 12 星稜        | 7回コールド |
| 第30回大会（1999年） | 柳川（21年ぶり2回目）  | 2回戦    | ● 4 - 10 北照        |             |
| 第31回大会（2000年） | 東福岡（初出場）       | 2回戦    | ○ 5 - 1 東海大四     |             |
| 第31回大会（2000年） | 東福岡（初出場）       | 準決勝   | ○ 12 - 3 常総学院    |             |
| 第31回大会（2000年） | 東福岡（初出場）       | 決勝     | ○ 8 - 0 尽誠学園     |             |
| 第34回大会（2003年） | 福岡工大城東（初出場） | 1回戦    | ● 6 - 7 二松学舎大付 |             |
| 第47回大会（2016年） | 福岡大大濠（初出場）   | 2回戦    | ○ 2 - 0 明徳義塾     |             |
| 第47回大会（2016年） | 福岡大大濠（初出場）   | 準決勝   | ● 4 - 6 早稲田実     |             |
| 第49回大会（2018年） | 筑陽学園（初出場）     | 2回戦    | ○ 10 - 1 桐蔭学園    | 7回コールド |
| 第49回大会（2018年） | 筑陽学園（初出場）     | 準決勝   | ● 2 - 5 札幌大谷     |             |
| 第52回大会（2021年） | 九州国際大付（初出場） | 1回戦    | ○ 5 - 1 クラーク国際 |             |
| 第52回大会（2021年） | 九州国際大付（初出場） | 2回戦    | ○ 2 - 1 日大三島     |             |
| 第52回大会（2021年） | 九州国際大付（初出場） | 準決勝   | ● 2 - 9 大阪桐蔭     | 7回コールド |